# Ottilia Nordlander
Ottilia Elisabet Nordlander, födda 28 april 1876 i Torsåkers församling, död 7 januari 1955 i Härnösand, var en svensk folkskollärare och rösträttsaktivist. 
Ottilia Nordlander var folkskollärare men tjänstgjorde även som seminarielärare. Hon var verksam i kampanjen för införandet av kvinnlig rösträtt i Sverige och ordförande för Föreningen för kvinnans politiska rösträtt i Haparanda 1912–1913.